# Thom de Boer
Thom de Boer (Alkmaar, 24 de diciembre de 1991) es un deportista neerlandés que compite en natación, especialista en el estilo libre.
Ganó cinco medallas en el Campeonato Mundial de Natación en Piscina Corta, en los años 2021 y 2022, y cuatro medallas en el Campeonato Europeo de Natación en Piscina Corta de 2021.
Participó en los Juegos Olímpicos de Tokio 2020, ocupando el octavo lugar en la prueba de 50 m libre.

## Palmarés internacional
| Campeonato Mundial en Piscina Corta | Campeonato Mundial en Piscina Corta | Campeonato Mundial en Piscina Corta | Campeonato Mundial en Piscina Corta |
| Año                                 | Lugar                               | Medalla                             | Prueba                              |
| ----------------------------------- | ----------------------------------- | ----------------------------------- | ----------------------------------- |
| 2021                                | Abu Dabi (EAU)                      | Medalla de oro                      | 4 × 50 m estilos mixto              |
| 2021                                | Abu Dabi (EAU)                      | Medalla de plata                    | 4 × 50 m libre mixto                |
| 2021                                | Abu Dabi (EAU)                      | Medalla de bronce                   | 4 × 50 m libre                      |
| 2022                                | Melbourne (Australia)               | Medalla de bronce                   | 4 × 50 m libre                      |
| 2022                                | Melbourne (Australia)               | Medalla de bronce                   | 4 × 50 m libre mixto                |
| Campeonato Europeo en Piscina Corta |                                     |                                     |                                     |
| Año                                 | Lugar                               | Medalla                             | Prueba                              |
| 2021                                | Kazán (Rusia)                       | Medalla de oro                      | 4 × 50 m libre                      |
| 2021                                | Kazán (Rusia)                       | Medalla de oro                      | 4 × 50 m libre mixto                |
| 2021                                | Kazán (Rusia)                       | Medalla de oro                      | 4 × 50 m estilos mixto              |
| 2021                                | Kazán (Rusia)                       | Medalla de bronce                   | 4 × 50 m estilos                    |